# 娃哈哈
杭州娃哈哈合資公司（こうしゅう-ワハハ-がっしこうし）は、中華人民共和国杭州市上城区にある中国国内最大及び世界第5位の飲料メーカーである。

## 概要
1987年に宗慶後が杭州市で創設して以来、短期間で巨大な飲料グループに発展した。2004年の年商は70億人民元、資産は55億人民元である。全国19の省や市に50余りの子会社および持株会社がある.。ダノン傘下であったが、2009年にダノンが所有する51％の株を娃哈哈に売却し合弁が終了した。

## 参照
- 戦略は「地方から都市包囲」　中国一の富豪、ワハハ・宗慶後氏 (1/3ページ) - SankeiBiz（サンケイビズ）